# أوسكار أليمان
أوسكار مارثيلو أليمان (بالإسبانية: Oscar Alemán)‏ عازف وملحن وراقص أرجنتيني وُلد في ريسستنثيا، الأرجنتين في 20 فبراير عام 1909. اشتهر أليمان بتخصصه في موسيقى الجاز. هو الابن الرابع من سبعة أبناء لعازفة البيانو الشهيرة مالثيلا بيرييرا ولخورخي أليمان مورييرا، المولود في الأرجنتين، والذي كان عازفًا للجتيار في المجموعة الرباعية للفن الأصيل للبلاد. وتوفي في بوينس آيرس، الأرجنتين في 14 أكتوبر عام 1980.

## روابط خارجية
- أوسكار أليمان على موقع IMDb (الإنجليزية)
- أوسكار أليمان على موقع ميوزك برينز (الإنجليزية)
- أوسكار أليمان على موقع أول ميوزيك (الإنجليزية)
- أوسكار أليمان على موقع ديسكوغز (الإنجليزية)